# CRD37 Honda Scrambler XR600
La CRD37 Honda Scrambler XR600 se fija más en un estilo de enduro.
Las motos scrambler son un diseño distinto y más moderno de las Cafe Racer normales. Cafe Racer lleva trabajando con las Scrambler bastantes años, como esta Honda Scrambler XR600.
La primera moto que se restauró fue una Honda XR600, una moto que estaba muy gastada, en malas condiciones y necesitaba un trabajo superior a lo habitual. 
Esta moto hizo un gran cambio y se transformó en una Scrambler
Los tubos de escape: se iban a poner unos escapes de curvas de potencia continua que se necesitan piezas y equipos costosos. Finalmente se puso el escape de 2 en 1 de estilo carrera, soldado con un silenciador de dos tiempos.
La parte del asiento es delgada para que sea más práctico y más cómodo. El asiento hecho a mano y tapizado que llega hasta el depósito de combustible de una Honda CG125.
La Baja 1000 queda fuera de su alcance, por eso el recorrido de la suspensión se ha reducido hacia delante que ofrecer una postura más plana y cómoda, y que la moto sea más plana permite que el nuevo propietario pueda ser un poco más agresivo con los frenos.
La pintura de la Honda está hecha a mano inteligentemente con la intención de que el resto de fabricantes sean capaces de apreciar el trabajo de Cafe Racer. Las dos ruedas están formadas por unas llantas Excel y con unos neumáticos Continental TKC 80. Estas ruedas no gustan mucho, pero para este tipo de moto enduro son las mejores y las más adecuadas porque las TKC son unas ruedas que funcionan muy bien en asfalto y permiten llevar la moto por cualquier terreno, que permiten una conducción muy agresiva y segura.

## Ficha técnica
>Modelo base > Honda XR600
>Año > 1991
>Construcción > Cafe Racer
>Tiempo > 3 meses
>Fabricante > Honda
>Tipo > Monocilíndrico
>Cilindrada > 600 cc
>Carburadore > Origen
>Filtro de aire > K&N
>Escape > Artesanal GR para CRD
>Chasis > Honda + subchasis CRD
>Tipo > Multitubular
>Horquilla > Origen
>Faro > CRD
>Manillar > ADM Low
>Mando arranque > Pedal
>Mini velocímetro > CRD
>Mando luces > Estilo enduro
>Puños > Domino
>Llanta delantera, Freno, Pinza > Serie
>Neumático delantero > Pirelli MT 90 AT
>Depósito de gasolina > Honda CG 125
>Asiento, Llanta trasera > CRD
>Bomba freno delantera > Origen
>Neumático trasero > Pirelli MT 90 AT
>Guardabarros, Porta matrícula, Piloto, Pintura tapas > CRD
- Datos: Q65162263